# Kalinin K-4
Die Kalinin K-4 (russisch Калинин К-4) war ein einmotoriges sowjetisches Mehrzweckflugzeug. Es war eine Weiterentwicklung des Flugzeuges K-3.
Mit der Entwicklung und dem Bau begannen in Charkow K. A. Kalinin und seine Mitarbeiter im Jahre 1928. Technologisch völlig überarbeitet, aber trotzdem in der bekannten Ausführung ihrer Vorgänger gebaut, war sie für die damaligen Bedingungen ein sehr erfolgreiches Flugzeug. Auch bei diesem Typ fand wieder das bewährte Triebwerk BMW IV seine Verwendung.

## Geschichte
Die Planung dieses Flugzeugmusters sah eine vielseitige Nutzung vor. So wurden drei verschiedene Varianten/Versionen gebaut:
- Ausführung als Verkehrsflugzeug zum Transport von vier Fluggästen
- Ausführung als Sanitätsflugzeug zum Transport von vier Krankentragen
- Ausführung als Luftbildflugzeug: Der Kabinenboden erhielt eine aufklappbare Luke, über der zwei Luftbildkameras installiert waren, die von zwei Fotografen bedient wurden. Diese Version fand häufige Verwendung in der damaligen sowjetischen Luftfahrt.

Insgesamt wurden 22 Exemplare gebaut. Aufgrund der zu geringen Ladekapazität wurde die Produktion 1929 zugunsten der K-5 eingestellt.
Ein Muster wurde 1928 mit einem 300 PS leistenden M-6-Triebwerk ausgestattet und bei der Internationalen Luftfahrtausstellung (ILA) in Berlin gezeigt. Mit einem Flugzeug K-4 „Tscherwonnaja Ukraina“ (Rote Ukraine) wurde im August 1929 ein Rekordflug über 1000 km von Charkow über Moskau nach Irkutsk und zurück in 36 Stunden unternommen. Der Pilot war M. A. Snegirjow, I. T. Spirin war sein Beobachter.

## Konstruktion
Das Flugzeug stellte sich, wie seine Vorgänger, als ein zum Rumpf abgestrebter Hoch- bzw. Schulterdecker dar. Durch intensivere Nutzung des Leichtmetallbaus bei der Konstruktion des Rumpfteiles konnte die Leermasse verringert werden. Das Räderfahrwerk besaß wieder eine durchgehende Achse und konnte ebenfalls mit Schneekufen genutzt werden.
Bis zum Ende des Kabinenteils wurde der Rumpf mit Leichtmetall verkleidet. Das hintere Rumpfstück war wieder mit Stoff bespannt, wie bei der K-3. Auch bei diesem Flugzeug nutzte Kalinin die Stahlrohrbauweise für den Rumpf und das Flügelmittelstück. Die Außenflügel wurden in Holzbauweise gefertigt und mit Stoff bespannt.

## Technische Daten
| Kenngröße                | Daten (Verkehrsausführung)                                        |
| ------------------------ | ----------------------------------------------------------------- |
| Besatzung                | 1                                                                 |
| Passagiere               | 4                                                                 |
| Länge                    | 11,35 m                                                           |
| Spannweite               | 16,75 m                                                           |
| Höhe                     | 3,80 m                                                            |
| Flügelfläche             | 40,00 m²                                                          |
| Flügelstreckung          | 7                                                                 |
| Flächenbelastung         | 58,8 kg/m²                                                        |
| Leistungsbelastung       | 9,8 kg/PS                                                         |
| Leermasse                | 1540 kg                                                           |
| Nutzlast                 | 810 kg                                                            |
| Startmasse               | 2350 kg                                                           |
| Triebwerk                | flüssigkeitsgekühlter, stehender Sechszylinder-Reihenmotor BMW IV |
| Leistung                 | 176 kW (ca. 240 PS)                                               |
| Tankvolumen              | 320 l                                                             |
| Höchstgeschwindigkeit    | 174 km/h                                                          |
| Reisegeschwindigkeit     | 145 km/h                                                          |
| Landegeschwindigkeit     | 75 km/h                                                           |
| Steigzeit                | 8,30 min auf 1000 m Höhe                                          |
| Steigleistung            | 2,4 m/s                                                           |
| Dienstgipfelhöhe         | 4500 m                                                            |
| Reichweite               | 1000 km                                                           |
| Start- /Landerollstrecke | 270 m/200 m                                                       |